# Biturix grisea
Biturix grisea är en fjärilsart som beskrevs av Paul Dognin 1899. Biturix grisea ingår i släktet Biturix och familjen björnspinnare. Inga underarter finns listade i Catalogue of Life.